# Circondario di Bologna
Il circondario di Bologna era uno dei circondari in cui era suddivisa l'omonima provincia.

## Storia
Il circondario di Bologna, parte dell'omonima provincia, venne istituito nel 1859, in seguito ad un decreto dittatoriale di Carlo Farini che ridisegnava la suddivisione amministrativa dell'Emilia in previsione dell'annessione al Regno di Sardegna.
Il circondario venne soppresso nel 1927, come tutti i circondari italiani.

## Suddivisione in mandamenti
- Mandamento di Bologna I:
Bologna, Castenaso, San Lazzaro di Savena
- Mandamento di Bologna II:
Bologna, Borgo Panigale, Calderara di Reno, Zola Predosa
- Mandamento di Bologna III:
Bologna, Casalecchio di Reno, Praduro e Sasso
- Mandamento di Bologna IV:
Bologna, Ozzano dell'Emilia, Pianoro, Musiano
- Mandamento di Bazzano:
Bazzano, Crespellano, Monte San Pietro, Monteveglio, Castello di Serravalle
- Mandamento di Budrio:
Budrio, Molinella
- Mandamento di Castelfranco:
Castelfranco
- Mandamento di Castel Maggiore:
Castel Maggiore, Bentivoglio, Granarolo
- Mandamento di Crevalcore:
Crevalcore, Sant'Agata Bolognese
- Mandamento di Loiano:
Loiano, Monghidoro, Monzuno
- Mandamento di Minerbio:
Minerbio, Baricella, Malalbergo
- Mandamento di Monterenzio:
Monterenzio
- Mandamento di San Giovanni in Persiceto:
San Giovanni in Persiceto, Sala Bolognese, Anzola dell'Emilia
- Mandamento di San Giorgio di Piano:
San Giorgio di Piano, Argelato, Castello d'Argile, San Pietro in Casale, Galliera